# (7440) Závist
(7440) Závist ist ein Asteroid des Hauptgürtels. Der Asteroid wurde am 1. März 1995 vom tschechischen Astronomen Miloš Tichý am Kleť-Observatorium (IAU-Code 046) in Südböhmen auf dem Kleť in der Nähe der Stadt Český Krumlov entdeckt.
Der Himmelskörper wurde nach dem Oppidum Závist auf dem Gebiet der Gemeinde Dolní Břežany benannt.
Das Oppidum bestand seit dem 6. Jahrhundert vor Christus, wobei der Platz bereits mindestens seit der Spätbronzezeit besiedelt war und fiel um das Jahr 20 vor Christus einem Großbrand zum Opfer.